# Åshöjdens BK (TV-serie)
Åshöjdens BK  är en svensk TV-serie som ursprungligen visades i SVT första gången 13 april-29 juni 1985 och är baserad på Max Lundgrens böcker om den fiktiva fotbollsklubben Åshöjdens BK. Den regisserades av Rune Formare, och spelades till stor del in i Klagshamn men även i Malmö och Köpenhamn samt i Åsljunga, byn som stod modell för böckernas Åshöjden. Serien hade bland annat Björn Nordqvist och Johan Hedenberg i rollerna, och sändes första gången 1985. Det faktum att några av skådespelarna var mycket äldre än de rollfigurer de skulle gestalta ledde till en viss kritik. Trots detta ses serien som en klassiker i svensk TV-historia. Serien repriserades 1988 och släpptes 2007 på DVD och finns även att se på SVT:s öppna arkiv.

## Rollista (i urval)
- Gustaf Appelberg - Jorma
- Johan Hedenberg - Edward
- Ingvar Andersson - Lolle
- Tore Cervin - Lillen
- Göte Fyhring - Blåbärskungen
- Maj Lindström - Elin
- Patrik Kjällquist - Hitte-Joel
- Mikael Rönnberg - Anders Sjögren
- Göran Ragnerstam - Ruben Svarte
- Bengt Brunskog - Tusse
- Jörgen Darfelt - Rudolf Andersson
- Åke Jörnfalk
- Henrik Appelberg -  "Kula Persson"
- Björn Nordqvist - "Bagarn" Olsson

### Fotnoter
1. ↑  ”Åshöjdens BK”. Svensk meidedatabas. 11 augusti 1985. http://smdb.kb.se/catalog/search?q=%22%C3%85sh%C3%B6jdens+BK+%22+typ%3Atv&sort=OLDEST. Läst 1 april 2011.